# МДМ-банк
ОАО «МДМ-Ба́нк» (аббревиатура «Московский Деловой Мир», в дальнейшем «Межрегиональный Деловой Мир») — крупный российский коммерческий банк, существовавший 16 лет в 1993—2009 годах.
В августе 2009 года МДМ-Банк был ликвидирован в связи со слиянием его с УРСА Банком, в результате чего УРСА Банк был переименован в МДМ банк (без дефиса). Был зарегистрирован в Новосибирске; головные офисы Европейского, Уральского и Сибирского территориального банков расположены в Москве, Екатеринбурге и Новосибирске соответственно. Являлся участником ССВ под номером 17.

## История

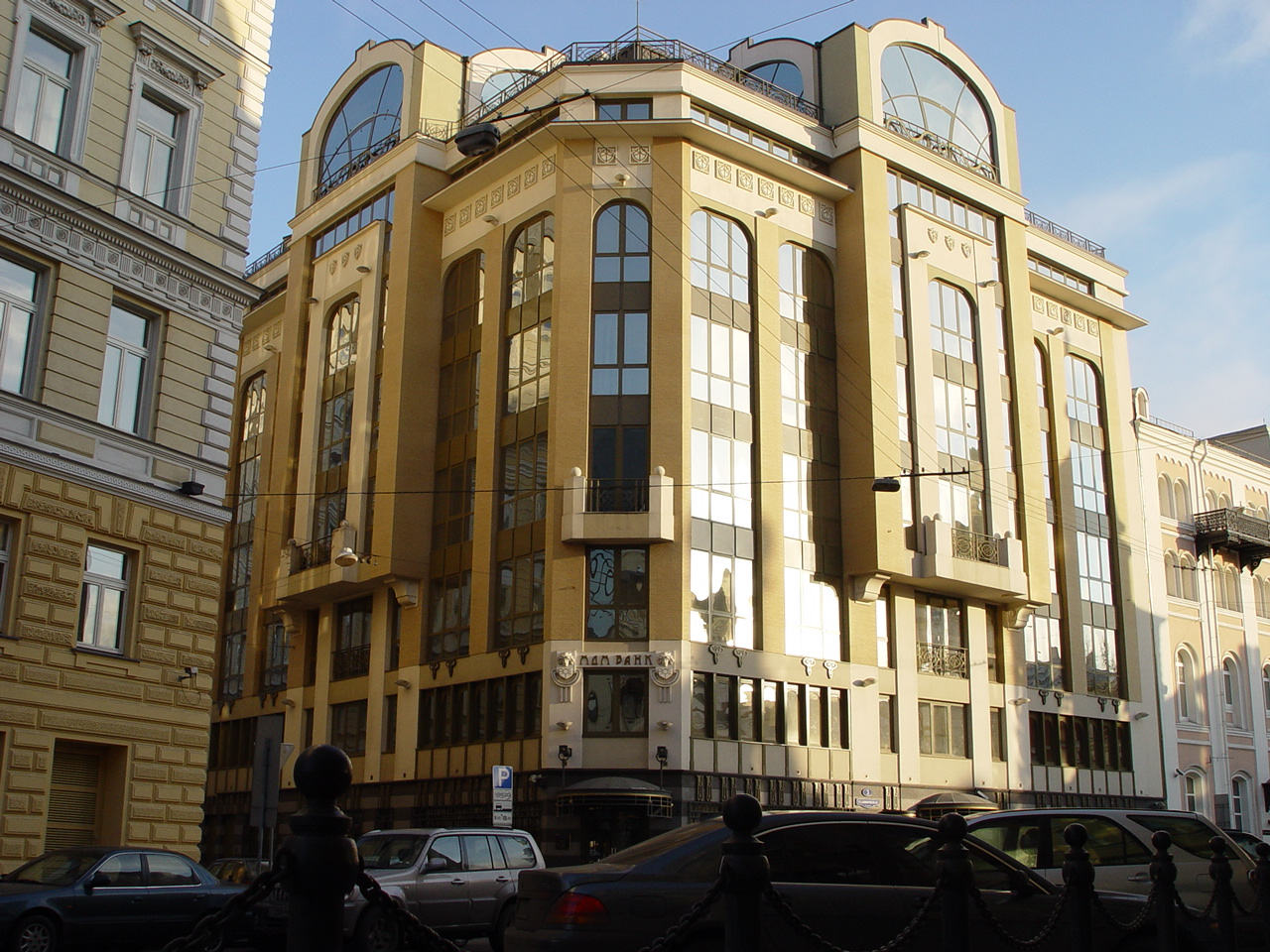
Главное здание МДМ-Банка в 2002 году в Москве

Банк был основан в 1993 году А. И. Мельниченко, М. В. Кузнецовым и Е. П. Ищенко. Банковскую лицензию получил 1 июня 1993 года.
В 2000 году банк вошёл в Промышленную группу МДМ и MDM Financial Group.
Журнал Global Finance признавал «МДМ-Банк» лучшим банком в России в 2006 году в номинациях:
- корпоративное управление;
- FOREX;
- лучший организатор еврооблигационных займов на российском рынке;
- лучший консультант по сделкам слияний и поглощений на российском рынке.

В октябре 2006 года МДМ-Банк занял первое место в рейтинге информационной прозрачности российских банков Standard & Poor’s, а также был награждён дипломом журнала «Euromoney» как один из ведущих банков России и развивающихся стран Европы, применяющий наиболее передовые стандарты корпоративного управления.
В 2007 году МДМ-Банк имел одни из самых высоких для российских частных банков кредитные рейтинги: Standard and Poor’s (BB-, стабильный прогноз), Fitch Ratings (BB-, позитивный прогноз; A+ rus) и Moody’s Investor Service (Ba1 NP/D, стабильный прогноз), и является единственной российской финансовой организацией, имеющей публичный рейтинг корпоративного управления Standard and Poor’s (6+).
В конце 2007 года IFC финансировала МДМ-Банк, кредитом в размере до $100 млн на расширение операций по кредитованию малого и среднего бизнеса и предоставила инвестиции в капитал на сумму около $100 млн.

### Слияние и ликвидация
3 декабря 2008 года акционеры МДМ-Банка и УРСА Банка объявили о намерении объединить свои доли в банковский холдинг для создания одного из ведущих частных универсальных банков России. 10 августа 2009 года было объявлено, что процесс объединения состоялся. Непосредственно перед слиянием с УРСА Банком, «МДМ-Банк» имел высокие кредитные рейтинги.
7 августа 2009 года после объединения, МДМ-Банк был ликвидирован ЦБ РФ в Москве.
Новый объединённый новосибирский банк был назван МДМ банк (без дефиса), который также был ликвидирован в 2016 году после объединения с Бинбанком.

## Руководство

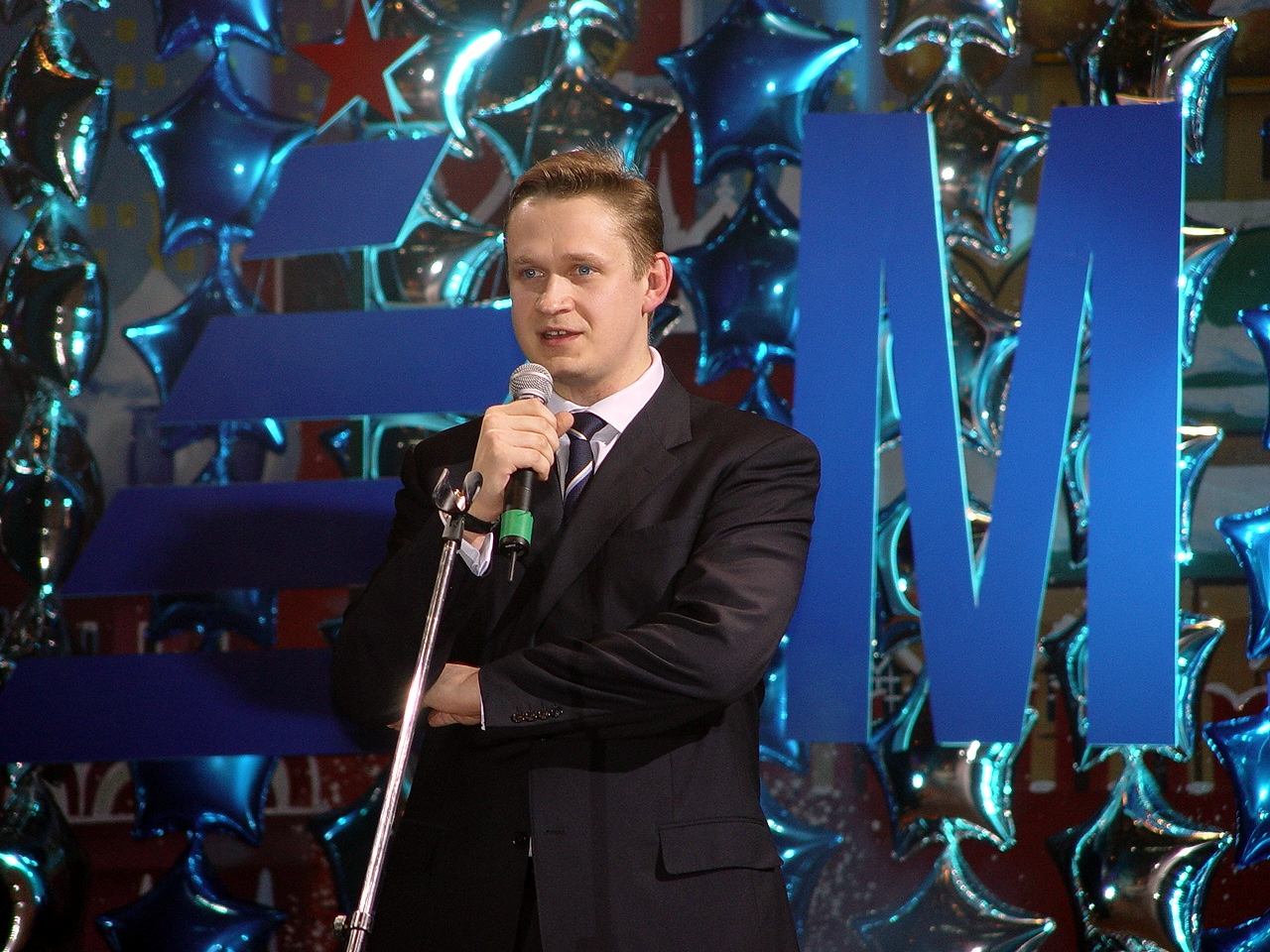
В. В. Рашевский — руководитель МДМ-Банка в 2003 году

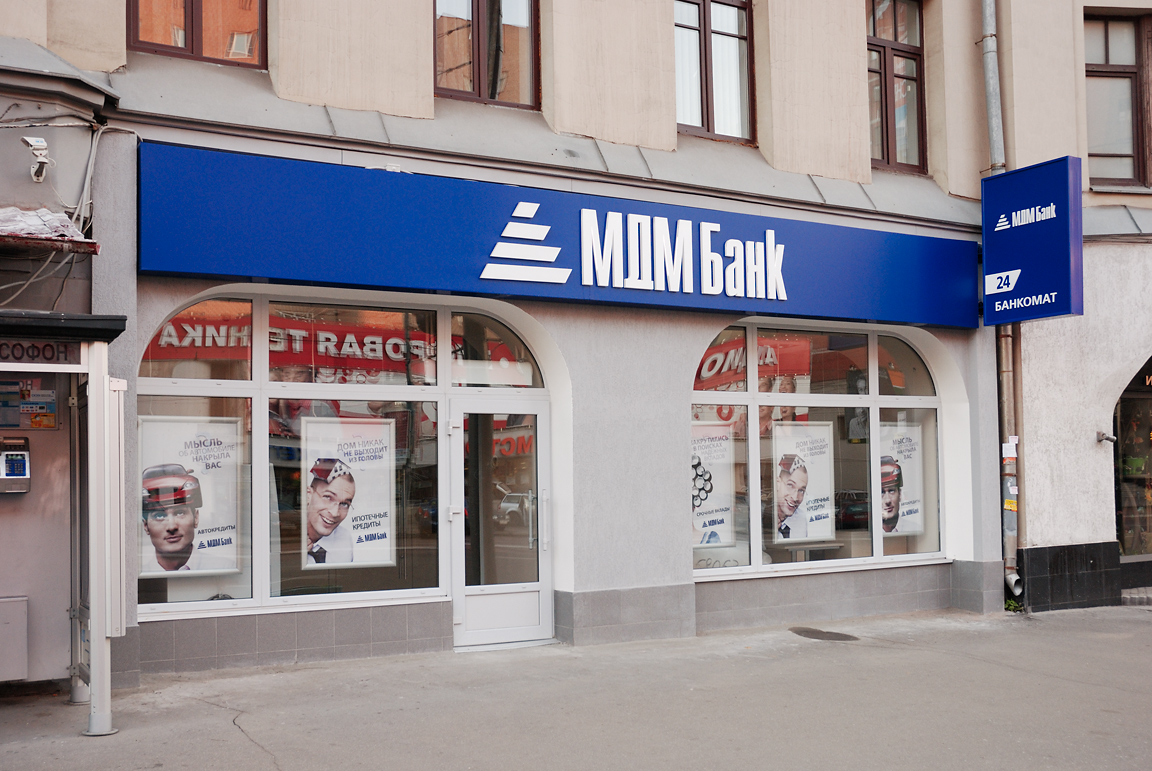
Отделение банка в Москве в 2007 году

В 1993—2001 годах председателем правления МДМ-Банка был А. И. Мельниченко.
В. В. Рашевский c мая 2000 года руководил Инвестиционным департаментом и был членом правления МДМ-Банка. С июля 2000 года — заместитель председателя правления банка. В 2001—2004 годах — председатель правления МДМ-Банка.
В 2004—2005 году председателем правления МДМ-Банка был А. Н. Савельев.
В 2005—2008 годах МДМ-Банк возглавлял француз М. Перирен, пришедший из Райффайзенбанк.
В октябре 2008 года последним председателем правления и главным исполнительным директором банка стал И. Ю. Кузин.

## Акционеры
Акционеры банка менялись, на время его закрытия главными акционерами были С. В. Попов и Мартин Андерссон.
До слияния 2009 года банк являлся ядром финансовой группы «МДМ», которой на паритетных условиях владели Сергей Попов и Андрей Мельниченко. В декабре 2006 года было официально объявлено о том, что контроль над банком полностью переходит к Сергею Попову (в обмен на это Андрей Мельниченко получает полный контроль над химической компанией «Еврохим»).

## Основные показатели
На 1 января 2009 года (РСБУ): активы — 308 млрд руб., капитал — 36,6 млрд руб., чистая прибыль — 4,8 млрд руб.
На 1 января 2008 года (МСФО):
- уставный капитал — 1,2 млрд рублей;
- собственные средства (капитал) — 35,2 млрд рублей;
- балансовая прибыль — 10,2 млрд рублей;
- чистая прибыль — 7,9 млрд рублей.

На 1 января 2007 года:
- число служащих — около 4,8 тысяч человек.
- активы — 243,1 млрд руб.[19]

## См. также

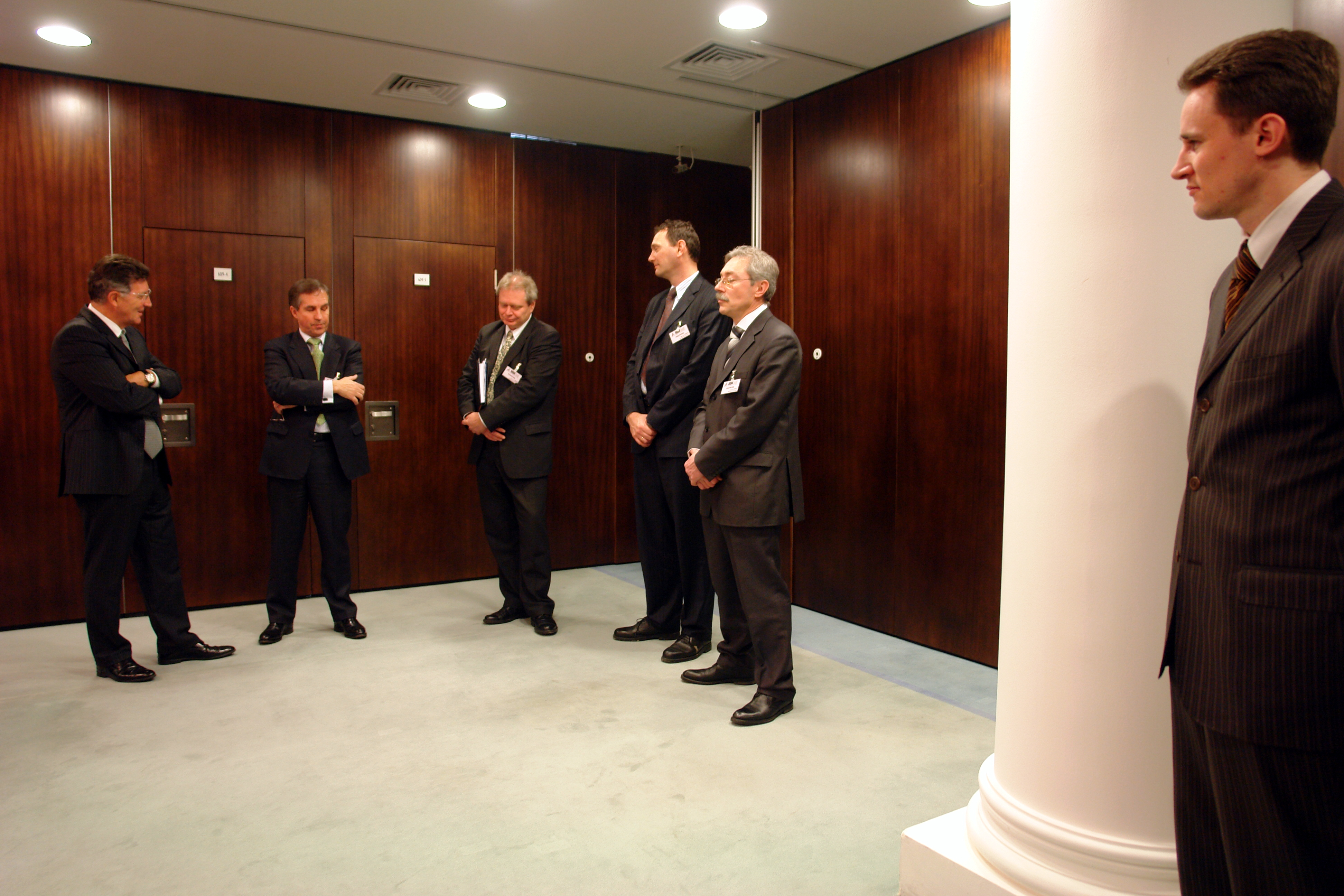
2007